# Alchemilla marginata
Alchemilla marginata es una especie de planta del género Alchemilla, perteneciente a la familia Rosaceae.

## Taxonomía
Alchemilla marginata fue descrita por Plocek en 1983.

## Distribución
Se encuentra en el territorio de los montes Tatras.